# آنتوان دو لا موت کادیلاک
آنتوان دو لا موت، سیور دو کادیلاک (به فرانسوی: Antoine de la Mothe, sieur de Cadillac) (متولد ۵ مارس ۱۶۵۸ - درگذشت ۱۶ اکتبر ۱۷۳۰)، با نام هنگام تولد آنتوان لاومه (Antoine Laumet)، کاوشگر و ماجراجوی فرانسوی در فرانسه جدید بود که از شرق کانادا تا لوئیزیانا در خلیج مکزیک امتداد داشت. او در سال ۱۶۸۳ در آکادیا به عنوان یک کاوشگر، شکارچی و تاجر الکل و خز شروع به کار کرد و به موقعیت‌های مختلف سیاسی، در این مستعمره دست یافت. او در سال ۱۶۹۴ فرمانده دژِ دو بود در سنت ایگانس در میشیگان آمریکا بود. در سال ۱۷۰۱، او فورت پونتچارترین دو دترویت (که بعدها دیترویت نامیده شد) را بنیان‌گزاری کرد؛ او فرمان‌دهی دژ را تا سال ۱۷۱۰ بر عهده داشت. در میان سال‌های ۱۷۱۰ و ۱۷۱۶، او به سِمت فرمانداری لوئیزیانا منصوب شد، ولی تا ۱۷۱۳ وارد ایالت لوئیزیانا نشد.
دانش او دربارهٔ سواحل نیوانگلند و دریاچه‌های بزرگ از چشمان فرونتناک، فرماندار فرانسه جدید و پونچارتین، منشی اداری نیروی دریایی دور نماند. این موضوع باعث شد تا لطف‌های متعددی مانند دریافت نشان سنت لویی از لویی چهاردهم پادشاه فرانسه، شامل حال او شود. پس از مدتی، یسوعیان در کانادا، او را به انحراف کشاندن هندی‌ها با تجارت الکل متهم کردند، او در سال ۱۷۰۴ برای چند ماه در کبک زندانی شد و در راه بازگشت به فرانسه نیز در سال ۱۷۱۷ در باستیل زندانی گشت.
به محض ورود وی به آمریکا، لا موته عنوان خود را که برگرفته از یکی از شهرهای کادیلاک، یعنی ژیروند در جنوب غربی فرانسه بود، دریافت کرد. در قرن بیستم، شهر دیترویت به قطب تولید خودرو در جهان تبدیل شد. ویلیام اچ. مورفی و هنری ام. لیلاند در سال ۱۹۰۲ کارخانه ماشین‌سازی کادیلاک را به همراه هم تأسیس کردند و با استفاده از نام او برای شرکت‌شان و همچنین ساخت ادوات زرهی، توسط او برای لوگوی شرکت، به او ادای احترام کردند. از نام کادیلاک در مکان‌ها و شرکت‌های مختلفی در آمریکا استفاده شده که بخش اعظم آن، کوه‌های کادیلاک در مارین و شهر کادیلاک در میشیگان است.
از او تا دهه ۱۹۵۰ به‌طور گسترده به عنوان یک قهرمان یاد می‌شد، اما بعد از ظهور دانش لیبرال، نویسندگان جدیدتر او را مورد انتقاد قرار دادند. یکی از این نویسندگان به نام دبلیو. جی. اکلز، ادعا کرد که «او قطعاً یکی از قهرمانان بزرگ اولیه نبوده و احتمالاً سزاوار این است که در میان بدترین افراد رذیله که تا به حال به فرانسه جدید پا گذاشته‌اند، قرار گیرد».

## سال‌های اولیه زندگی

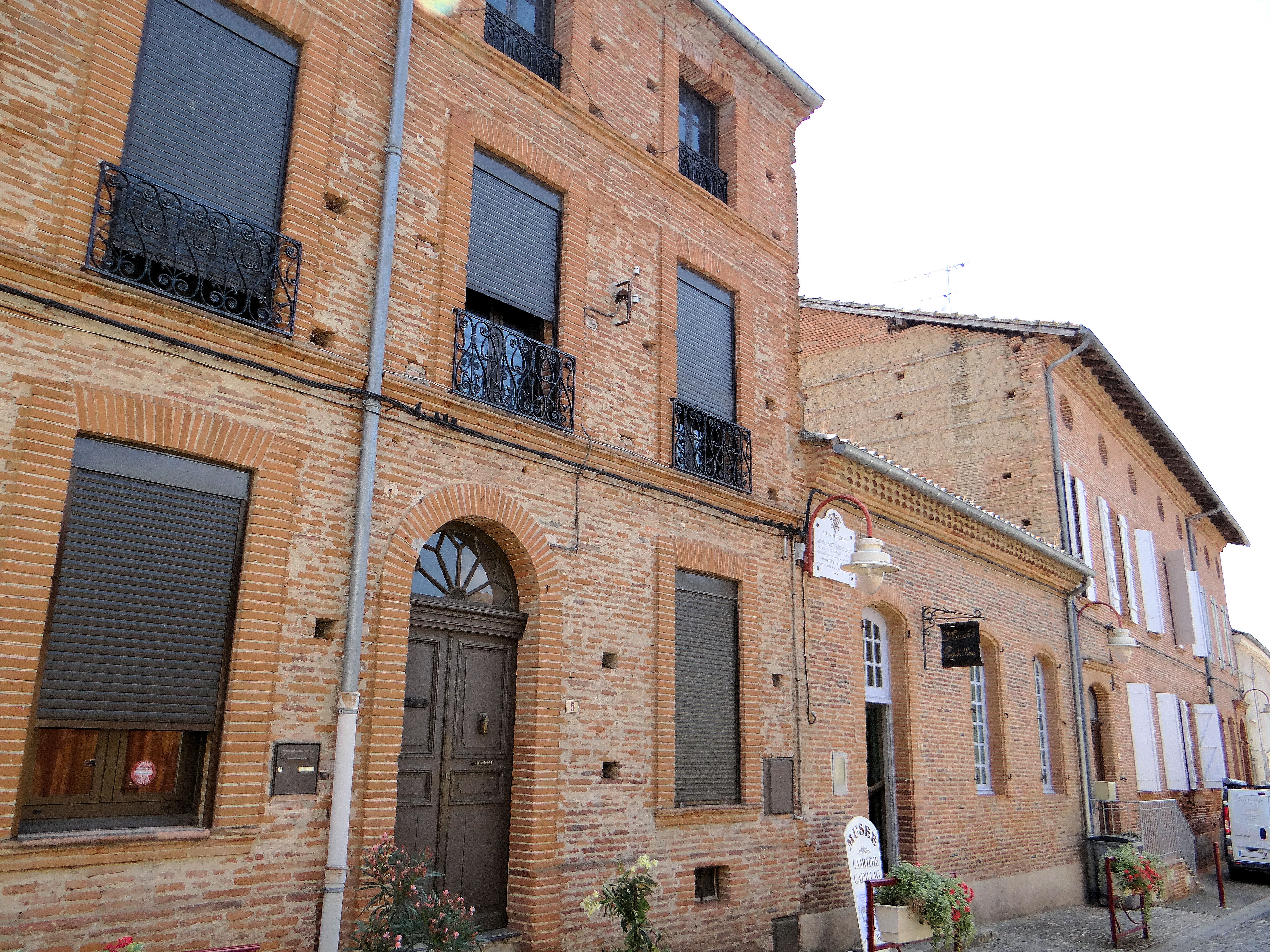
خانه‌ای که کادیلاک در آن متولد شد

کادیلاک در ۵ مارس ۱۶۵۸ در آنتونی لاومه در شهر کوچک سنت نیکولاس دی لا گراوه، در ایالت گاسکونی (که امروزه با نام تارن ات گارونی در اوکیتانی) شناخته می‌شود، متولد شد. پدر او ژان لاومه در روستای کامونت سور گارونه زاده شد. او وکیل مجلس در تولوز بود. در سال ۱۶۵۲ ژان، توسط کاردینال مازارین، به عنوان افسر نظامی برای قضاوت در سنت نیکولاس دی لا گراوه منصوب شد. مادر آنتوان، ژان پچاگوت، دختر یک تاجر و زمین‌دار بود. مکاتبات بزرگسالانه لا موته نشان می‌دهد که دوران جوانی او شامل پژوهش و مطالعه در یک مؤسسه یسوعی که در آن الهیات، حقوق، کشاورزی، گیاه‌شناسی و جانورشناسی تدریس می‌شد، بود.
او در سابقه خدمتی که در سال ۱۶۷۵ تکمیل کرد، گفت که در سن ۱۷ سالگی در هنگ دامپییر واقع در شارلوا، بلژیک امروزی به عنوان دانشجوی دانشکده افسری در ارتش ثبت‌نام و خدمت کرده‌است. دو سال پس از آن در نامه‌های شخصی‌اش گزارش کرده‌است که به عنوان افسر، در هنگ کلرامبو در تیونویل خدمت می‌کرده و در ۱۶۸۲ به هنگ آلبرت در تیونویل پیوسته‌است.
آنتونی لاومه در سن ۲۵ سالگی، از فرانسه به نیم‌کره غربی نقل‌مکان کرد. پدرش در دعوای حقوقی علیه یک وکیل در کاستلساراسین شکست خورد که باعث بروز مشکلات مالی برای وی شد. علاوه بر این، او پس از مرگ کاردینال مازارین، حمایت مالی خود را از دست داد و از برخورد با پروتستان‌ها رنج می‌برد. گمان می‌رود که لاومه سفرهای دریایی خود را به صورت مخفیانه انجام داده باشد، زیرا مورخان نام او را در فهرست مسافران کشتی‌هایی که از یک بندر فرانسوی حرکت کرده‌اند، پیدا نکردند.

## فرانسه جدید
در سال ۱۶۸۳، آنتوان لاومه به بندر رویال در پایتخت آکادیا رسید. در طول چهار سال بعد از آن، او سفر اکتشافی خود را به کشورهای جدید ادامه و از همه جهت گسترش داد، او توانست نیوانگلند و نیو هلند (اکادیا) را نیز در جنوب کارولینا کشف نماید. او حرکت به سمت جنوب و کارولینا که اکنون کارولینای شمالی و کارولینای جنوبی نام گرفته‌اند و همچنین به یادگیری برخی از زبان‌ها و عادات بومیان آمریکا ادامه داد. وی به احتمال با دنیس گیون، تاجر کبکی وارد یک رابطه تجاری شد. او در ۲۵ ژوئن ۱۶۸۷ با دختر گیون، به نام ماری ترز که ۱۷ سال داشت در کبک ازدواج کرد.
سند ازدواج اولین مدرکی است که هویت جدید وی را ثبت کرده‌است. او به عنوان «Antoine de Lamothe, écuyer sieur de Cadillac» معرفی شد و با نام «دی لومه لونای» سند ازدواج را امضا کرد. مانند بسیاری از مهاجرین، او از نقل‌مکان به نیم‌کرهٔ غربی به منظور ساخت یک هویت جدید برای خودش استفاده کرد و توانست پیشینه‌اش در فرانسه را از همگان پنهان کند. او بعدها نوشت: (این هویت جدید «ne sort pas de son sac» «من این هویت را از ناکجاآباد خلق نکردم» نام دارد). آنتوان لومه به احتمال سیلوستر دی اسپارابس دی لوسان دی گوت، بارون لاموث باردیگوئز، ارباب کادیلاک، لونای و لو موتت؛ مشاور پارلمان تولوز را به خاطر می‌آورده‌است. او آن‌ها را به دو دلیل می‌شناسد: لاموث باردیگوئز، کادیلاک، لونای و لوموتت؛ در روستاها و محله‌های نزدیک به زادگاهش، سنت نیکولاس دی لا گراوه سکونت داشتند و پدر آنتوان، ژان لاومه در مجلس تولوز، وکیل بود.
لومت نام، هویت و اصالت جدیدی را برای خود ساخت تا خودش را از شناسایی احتمالی توسط مردمی که او را در فرانسه می‌شناختند، پیشگیری کند.

## کاستل ساراسین (۱۷۳۰–۱۷۱۷)
خانواده کادیلاک در سال ۱۷۱۷ به فرانسه بازگشتند و در لاروشل مستقر شدند. کادیلاک به همراه پسرش جوزف به پاریس رفت. آن‌ها بلافاصله پس از رسیدن به خاک فرانسه دستگیر و به مدت ۵ ماه در زندان باستیل زندانی شدند. آن دو در ۱۷۱۸ از زندان آزاد شدند و کادیلاک نشان سنت لوئیس را به پاس ۳۰ سال خدمت وفادارانه خود دریافت کرد. او در خانه پدری ساکن شد و در آنجا به مدیریت امور اموال والدینش پرداخت.
آنتونی دی لامه کادیلاک در ۱۶ اکتبر ۱۷۳۰ در کاستل ساراسین (Occitanie)، «در یک‌نیمه‌شب» در سن ۷۲ سالگی فوت کرد. او را در طاق کلیسای پدران کارملیت به خاک سپردند.

## میراث
برخی از دیدگاه‌های اصلی آنتونی دی لاومه کادیلاک پس از ترک فرانسه جدید شکل گرفتند. به عنوان مثال، ژان باپتیست لو موین دو بینویل، شهر نیواورلئان را در نزدیکی دهانه رودخانه می‌سی‌سی‌پی در سال ۱۷۱۸ تأسیس کرد که به بندر و شهر بزرگی در فرانسه جدید تبدیل شد.
این تنگه بعدها به یک تنگه استراتژیک تبدیل شد. دژ پونتچارترین دو دیترویت، از موقعیت ایده‌آلی در میان دریاچه‌های بزرگ و حوضه‌های رودخانه برخوردار بود. در ساحل مقابل نیز، قلعه دیترویت و وین به همراه قلعه آمبرهستبورگ و مالدن قرار دارند.
برند ماشین‌سازی کادیلاک به یاد او نام‌گذاری شد و سران آن در دیترویت، جاییکه کادیلاک کشف نمود مستقر هستند.
یک تمبر سه سنتی در ۲۴ ژوئیه ۱۹۵۱ به یاد آنتونی دی لا موته کادیلاک و به مناسبت دویست و پنجاهمین سالگرد رسیدن او به دیترویت در سال ۱۷۰۱ چاپ شد. طرح پس‌زمینه تمبر، افق دیترویت را در سال ۱۹۵۱ نشان می‌دهد و جلوی تمبر نیز صحنه ورود کادیلاک به دیترویت در سال ۱۷۰۱ را تداعی می‌کند.
در ۲۰ آوریل ۲۰۱۶، یک دبیرستان دولتی فرانسوی در ویندزور ایالت انتاریو، به افتخار کادیلاک تغییر نام داد.
خط سبز متروی مونترال به افتخار کادیلاک نام‌گذاری شده‌است.

## ارجاعات
1. ↑  Brasseaux, 2000
2. ↑  William Pelfrey (2006). Billy, Alfred, and General Motors: The Story of Two Unique Men, a Legendary Company, and a Remarkable Time in American History. AMACOM. p. 70. ISBN 978-0-8144-0869-8.
3. ↑  Eccles, 1959
4. ↑  Yves F. Zoltvany. "Laumet, dit de Lamothe Cadillac, Antoine," Dictionary of Canadian Biography Online, vol 2
5. ↑   Mérimée PA00095884, Ministère français de la Culture. (فرانسوی)
6. ↑  Brasseaux, 2000)
7. ↑  Karen Elizabeth Bush, First Lady of Detroit: The Story of Marie-Therese Guyon, MME Cadillac (Wayne State University Press, 2001)
8. ↑  Lovell, Jeffrie H. ,"Landing of Cadillac Issue", Arago: people, postage & the post, National Postal Museum. Viewed March 22, 2014.
9. ↑  Conseil scolaire Viamonde, (in French)[پیوند مرده]

### به فرانسوی
- René Toujas, Le Destin extraordinaire du Gascon Lamothe-Cadillac de Saint-Nicolas-de-la-Grave fondateur de Detroit, 1974
- Robert Pico, Cadillac, l'homme qui fonda Detroit, Editions Denoël, 1995, ISBN 978-2-207-24288-9
- Annick Hivert-Carthew, Antoine de Lamothe Cadillac Le fondateur de Detroit, XYZ éditeur, 1996, ISBN 978-2-89261-178-6
- Jean Boutonnet, LAMOTHE-CADILLAC Le gascon qui fonda Détroit (1658 / 1730) , Edition Guénégaud, 2001, ISBN 978-2-85023-108-7
- Jean Maumy, Moi, Cadillac, gascon et fondateur de Détroit, Editions Privat, 2002, ISBN 978-2-7089-5806-7